# Green Lantern: The Animated Series
Green Lantern: The Animated Series (Lanterna Verde: A Série Animada no Brasil) é uma série animada americana. Passou na TV americana entre 11 de novembro de 2011 e 16 de março de 2013 nos Estados Unidos. Estreou em 30 de julho de 2012 no Brasil.

## Enredo
A série foca-se nas aventuras de Hal Jordan, o Lanterna Verde do Setor 2814, e seu aliado guerreiro, Kilowog em sua batalha contra os antagonistas principais, os Lanternas Vermelhos, liderados pelo vilão Atrocitus. Atrocitus, em busca de vingança contra Os Guardiões do Universo por destruirem seu planeta natal, lidera os Lanternas Vermelhos em uma missão de vingança contra os mundos e os Lanternas Verdes. Carol Ferris, Salaak, Os Guardiões do Universo, Santo Andarilho e Zilius Zox servem como personagens recorrentes na série. Na segunda temporada, o vilão principais é o Anti Monitor, e Guy Gardner também aparece.

## Lanternas Verdes
- Harold (Hal) Jordan: ele é o protagonista. Hal Jordan é o primeiro humano a se tornar um Lanterna Verde e é considerado um dos melhores. Ele é um Lanterna quase destemido e habilidoso. Ele tem uma história de desobedecer ordens e desrespeitando regras para alcançar o sucesso. Seus superiores o vêem como um irresponsável, mas eles estão dispostos a ignorar as suas transgressões, devido à sua habilidade e realizações. No início da segunda metade da 1 ª temporada, ele foi substituído por Guy Gardner como o Lanterna Verde da Terra, mas foi promovido a Guarda de Honra depois de sua vitória contra os Lanternas Vermelhos quando confrontou Atrocitus.
- Kilowog: Lanterna Verde veterano, Kilowog é um amigo próximo de Hal e é responsável pela formação de novos recrutas Lanterna Verde. Kilowog acompanha Hal na Fronteira do Espaço. Ele é um membro da Guarda de Honra, e é menos dispostos a abandonar as regras da Corporação. Kilowog é muitas vezes cético em relação às ações de Hal, mas ele é totalmente leal a Hal.
- Aya: Inteligência Artificial da Interceptadora, Aya é uma inteligência artificial criado por Scar como uma alternativa compreensiva dos Caçadores Espaciais. No entanto, devido a ser infundido com um fragmento de uma entidade dentro da Bateria Central dos Lanternas Verdes, Aya desenvolveu uma consciência com a sua curiosidade e vontade levando a sua memória que está sendo dizimado por Scar e instalado na Interceptadora como Inteligência Artificial. Capaz de interagir com outras máquinas, criando um corpo robótico para ajudar seu grupo, a consciência de Aya ressurge como ela começa a considerar-se um Lanterna Verde ao desenvolver sentimentos por Razer. Mas o episódio de "Fúria Fria", depois de ter seu coração partido, Aya encerra suas emoções, a fim de destruir o Anti-Monitor, removendo a cabeça de seu corpo, de modo que ela pode unir-se a ele. Depois, declarando guerra não se importando com ela e sua espécie, Aya toma o controle sobre os Caçadores Cósmicos, antes de partir para decretar a sua própria intenção de aniquilar toda a vida orgânica em um instante. No entanto, como um verdadeiro ser vivo, Aya nunca foi capaz de selar completamente toda suas emoções e ferindo gravemente Razer trouxe de volta ao seu sentido. Com os Caçadores Cósmicos ainda é uma ameaça, assim como cada um possuindo uma cópia de seu código, Aya libera um vírus para limpar todas as versões do programa Aya da existência, incluindo ela própria. Razer implora para ela não deixá-lo, mas ela responde que ela vai estar sempre com ele antes de desaparecer.
- Dulag: Lanterna Verde residente do planeta Betrassus. Inicialmente, estava ciente da guerra dos Lanternas Vermelhos e aceita fazer parte dos Lanternas Verdes se cumprir com a tradição de conquistar a mão da Queen Iolande, mas teria de enfrentar Kothakiem, mas acaba sendo assassinado, envenenado por Ragnar, em que seu anel de poder acaba em poder de Queen Iolande.
- Queen Iolande: rainha do planeta Betrassus eleita recente e teve sua mão disputada por Dulag, Kothakiem e Hal Jordan. Contudo, com o assassinato de Dulag, seu anel de poder acaba com Queen Iolande e Hal pede para que Queen Iolande o use para enfrentar seu irmão, porque Hal sabia que ela tinha sido escolhida para portar o anel de poder. Reaparece ajudando Hal e Kilowog na rebelião de Ragnar quando ele já tinha se tornado Lanterna Vermelho.
- Mogo: Um planeta Sentient que manteve os criminosos presos em sua superfície por muitos anos antes de se tornar um Lanterna Verde.
- Salaak: Lanterna Verde sênior administrador da frota armada que aparece no fim da na primeira temporada, defendendo os Guardiões da invasão dos Lanterna Vermelhos. Ele está visivelmente chateado quando ele descobre que os Guardiões foram ocultando informações da Corporação. Salaak aparece no episódio final da série, atuando como coordenador do campo de batalha na luta contra os Caçadores Cósmicos.
- Ch'p: Ch'p aparece como um novo recruta dos Lanternas Verdes na luta contra Hal Jordan como parte de uma aposta. Em uma exibição convincente de habilidade, o esquilo Lanterna Verde facilmente derrota Jordan, ganhando a aposta de seu treinador, Kilowog. Mais tarde, ele assiste Hal resgatar Aya dos laboratórios encarregado da educação. Ch'p aparece novamente como um líder de esquadrão durante a Batalha de Ranx. Ele também participa na batalha final contra os Caçadores Cósmicos no final da série. Ch'p não é mencionado pelo nome, nem tem ele qualquer diálogo falado. Ele é conhecido na série como "Recruta do Setor 1014", o que é consistente com a atribuição de setor de personagem nos quadrinhos.
- Tomar-Re: Tomar-Re é um membro dos Lanternas Verdes da Guarda de Honra, vai com Hal para investigar a ameaça dos Caçadores Cósmicos. Mais tarde, ele aparece na Batalha de Ranx, levando um dos esquadrões de Lanterna Verde.
- Guy Gardner: O substituto de Hal como o Lanterna do Setor de 2814 após a vitória de Hal sobre os Lanternas Vermelhos e promovido para Guarda de Honra. Rapidamente é promovido a honra do dever de guarda, Guy é colocado no comando durante a Batalha de Ranx. Guy também participa da batalha contra os Caçadores Cósmicos liderados por Aya no final da série. Não se dá bem com Hal.
- Chaselon: O Lanterna Verde cristalino é visto pela primeira vez no episódio "Reinício", onde ele é designado para vigiar o laboratório onde Aya está sendo dissecada. Ele se distrai com Hal Jordan enquanto Ch'p recupera o núcleo de memória de Aya. Mais tarde, Chaselon serve na esquadra de Guy Gardner na Batalha de Ranx, ao lado de Larvox, e depois luta contra os Caçadores Cósmicos no final da série. Chaselon é caracterizado como ingênuo e um pouco solitário, admitindo a Hal que ele tem poucos amigos em Oa.
- John Stewart: Ele nunca é visto na série, mas ele substituiu Guy Gardner como o Lanterna Verde da Terra, após sua promoção a Guarda de Honra.
- Sinestro: Considerado um dos maiores, embora não convencionais em suas táticas, ele é ídolo e mentor de Hal Jordan. Ele tem se mostrado disposto a matar seus inimigos, em violação dos protocolos de Lanterna Verde, também aquele que colheu a pedra amarela que possui o poder de neutralizar o poder da bateria verde, fonte de poder dos Lanternas Verdes, se tornando no Lanterna Amarelo.

## Guardiões do Universo
- Ganthet (voz original de Ian Abercrombie)
- Appa Ali Apsa (voz original de Brian George);
- Sayd (voz original de Susan Blakeslee);
- Scar (voz original de Sarah Douglas).

## Lanternas Vermelhos
- Atrocitus: O líder antigo dos Lanternas Vermelhos. Devido à destruição de seu planeta, o poder do anel vermelho e implacável sedento de vingança contra os Guardiões e a Tropa dos Lanternas Verdes, Atrocitus nunca encontrou a verdadeira felicidade como ele e estava disposto a destruir outros mundos, não importa o custo.
- Razer: Razer era um seguidor de Atrocitus, mas começou a interrogá-lo e, finalmente, voltou-se contra os outros Lanternas Vermelhos depois que colocou uma bomba em um planeta. Eles forçaram Razer para ativá-lo para provar a sua lealdade, posteriormente, destruir o planeta. O Razer procura Hal e tentou provocá-lo para matá-lo como penitência. Hal, no entanto, o levou preso. Depois Razer é convidado para se juntar à equipe e fazer-se por suas ações passadas, agora alimentando seu anel de poder vermelho com a raiva que ele sente em relação a Atrocitus para transformá-lo em um assassino. Razer tem, ao longo da série, uma apaixão por Aya, que baseou sua aparência física em sua falecida esposa Ilana. Ele confessou seu amor por ela no final de "A Perda", mas teve que voltar em "Fúria Fria", dizendo que ele só sentiu o amor, porque ela se parecia com Ilana, embora a veracidade disso é incerto. No final da "Matéria Escura", Razer se recusa a acreditar que Aya tinha realmente ido, tendo feito esse erro uma vez antes e promete vasculhar a galáxia durante o tempo que for preciso para encontrá-la. Como ele voa para o espaço, um anel de Lanterna Azul aparece e voa atrás dele, o que implica que Razer irá se tornar um Lanterna Azul.
- Zillius Zox: Um bajulador que quase nunca é longe do lado de Atrocitus, constantemente oferecendo-lhe louvor. Depois Atrocitus é preso e Zox tornou-se o novo líder dos Lanternas Vermelhos.
- Bleez: A única lanterna vermelha do sexo feminino, Bleez vem de uma raça alada e prefere confiar em suas próprias asas para voar, ao invés de confiar no Poder do anel vermelho. Tudo indica que ela possa ser de Thanagar.
- Veon: Lanterna Vermelho caolho que aparentemente possui algum grau de capacidade psíquica.
- Skallox: o desmedido, Lanterna Vermelho britânico com uma rivalidade contra Kilowog.
- Cleric Loran: Loran não parece possuir um anel de poder, mas mantém uma lealdade dedicada a Atrocitus na base dos Lanternas Vermelhos, o Shard. Loran, junto com os Lanternas Vermelho, venera Atrocitus como profeta e visionário.
- Ragnar: depois de não conseguir se tornar um Lanterna Verde e vendo sua irmã (Queen Iolande) escolhido em seu lugar, a sua grande raiva por não conseguir ganhar o poder de um anel verde o torna um Lanterna Vermelho.

## Lanternas Azuis
- Santo Andarilho: primeiro Lanterna Azul do universo.
- Brother Warth: segundo Lanterna Azul com a aparência de um elefante.

## Lanternas Laranjas
- Larfleeze: O único membro dos Lanternas Laranja e um criminoso ganancioso, portando poderes da lanterna.
- Glomulus: criador da bateria laranja.
- Harold (Hal) Jordan: durante a jornada, para salvar Aya que foi tomada pelo corpo do Anti-Monitor, líder dos Caçadores Cósmicos, Hal procura uma bateria laranja que seria usada para salvar Aya, mas acaba sendo tomado pelo poder da bateria pelo desejo de avareza. Com a ajuda de Kilowog e Razer e pelo seu senso de dever de salvar Aya, Hal consegue resistir a esse tamanho poder.

## Safiras Estrela
- Rainha Agapo: rainha de Zamaron e líder das Safiras Estrelas, usa o poder do amor para capturar homens e pacifica-los segundo ela.
- Giata: sobrinha da rainha Agapo. Ela pensou que o amor era apenas uma maneira de ajudar as pessoas ficarem felizes por trazer entes queridos juntos. Em "Amor e Guerra", ela se apaixona por Hal, embora Hal ama Carol. Carol diz a Giata como o Amor é suposto ser e como o sentimento realmente significa. Com isso, Giata ensinou o seu povo o que o verdadeiro amor realmente é até o final do episódio. Em "De Volta para Casa", ela ajudou a Hal e Razer chegar ao destino para salvar Oa por ser transportado para seus entes queridos. Em "O amor é um campo de batalha" Aya ataca Zamaron acreditando que o amor é a emoção mais destrutiva de todas. Giata ressalta que não é má como ela foi ensinando que o amor realmente significa que ela foi ensinada por Carol Ferris. Aya traz Carol de volta para Zamaron para saber se é verdade, que decidiu um julgamento entre amor e ódio, trazendo Atrocitus para representar o ódio e Carol representando o amor. Giata dá seu anel de Safira Estrela a Carol  e Aya dá a Atrocitus seu anel de poder vermelho. Na batalha com Carol e Atrocitus, Carol chama Hal para ajudar. Como Hal entra no portal para ajudar Carol, na batalha, Atrocitus usar sua explosão Chama Vermelha para matar Hal, mas Giata voou para bloquear o ataque de Atrocitus se ferindo gravemente. Quando a batalha termina, Hal disse a ela que ela não deveria ter feito isso, ela responde a ele e Carol que há maior honra para proteger o amor é nobre e por último ela morre nos braços de Hal. A rainha Agapo diz a Hal, Carol, Razer, e Kilowog que sua sobrinha não morreu em vão, mas para proteger o verdadeiro significado do amor e será a honra como a maior estrela de safira de Zamaron, com Carol dizendo que eles vão se lembrar de Giata em seus corações como uma verdadeira heroína.
- Carol Ferris: interesse romântico de Hal Jordan e vice-presidente da Ferris Aircraft. Em "O Novo Cara", ela termina seu relacionamento com Hal, devido às suas responsabilidades como um Lanterna Verde. Em "Amor é um campo de batalha" Carol é trazida de volta para Zamaron para ser a campeã do Amor e da luta contra Atrocitus que é o campeão do ódio. Sua batalha com Atrocitus é difícil e ela percebe que ela pode usar seu anel de poder para chamar um ente querido para ajudá-la. Hal vem através do portal da Safira Estrela para ajudar Carol e juntos eles derrotam Atrocitus. No final do episódio, Carol decidiu manter seu anel para honrar Giata e também renova seu relacionamento com Hal.
- Galia: Kilowog a conheceu em seu planeta natal. Ela o faz lembrar de sua esposa vendo como suas espécies parecem iguais. Em "O Próprio Medo", Kilowog ajuda seu povo lutar contra seus inimigos, que acaba por não ser hostil, mas para ajudar a se livrar dos cristais amarelos que são venenosos. Em "No Amor e Na Guerra", Galia foi trazida para Zamaron pela rainha Agapo para se tornar uma Safira Estrela como uma maneira de capturar Kilowog, no entanto, em "De Volta para Casa" e "Amor é um campo de batalha", ela não é vista, sendo que ela pode ter sido libertada de seus deveres das Safiras Estrelas.

## Juramentos

### Lanternas Verdes
No dia mais claro, 

na noite mais densa,
o mal sucumbirá ante a minha presença. 

Todo aquele que venera o mal há de penar,
Quando o poder do Lanterna Verde enfrentar.

### Lanternas Vermelhos
Com sangue e ira de um vermelho ardente...

Arrancado à força de um cadáver  quente...

Somado ao nosso ódio que arde infernal

Queimaremos a todos...

Eis o destino final!

### Lanternas Azuis
No dia de luz, na noite homicida

Nossos corações aquecidos nossa almas iluminam

Quando tudo parece perdido na guerra da luz

Olhe para as estrelas com o brilho da esperança que as conduz